# 島内式ローマ字かな変換
島内式ローマ字かな変換（しまうちしきローマじかなへんかん）とは、日本の数学者島内剛一（数学基礎論）によって考案されたローマ字かな変換の一方式である。
基本的には文字列のパターンマッチングと文法定義に基いており、コンピュータによる実行が容易であることから、日本語処理の分野では広く用いられている。

## 概論
ローマ字かな変換は、基本的にはパターンマッチングによって行える。ところが、「sinai」は「親愛」とも「市内／竹刀」とも解釈できるため、辞書引き以前に束構造データに落とさなければならない。
そこで、文字列のパターンマッチングと文法属性によって、この操作を実現したのがこの技法である。
具体的には、
「文法属性Xとマッチングパターン1 とマッチングパターン2と文法属性Y という四つ組データの羅列」である。
とはいえ「ka」は「か」に変換されるが、「kya」は「カ行音」として扱ったほうがよいのではないか、といった配慮がある。
「行頭」から「行末」という距離空間があり、「仮名の始まり」「仮名の終わり」という距離空間があるため、
- [行頭]
- [行末]

という定義を行ない、
- [仮名の始まり]
- [仮名の終わり]

を定義してから
- [仮名の始まり] - [行頭];
- [仮名の終わり] - [行末];

とすれば足りるのだが、このとき空文字列が渡されると不具合が起きるため、呼び出し側のルーチンが配慮する必要がある。